# Вілейка
Віле́йка (біл. Вілейка, біл. тарашк. Вялейка) — місто в Мінській області Білорусі, адміністративний центр Вілейського району. Розташоване за 103 км на північний захід від Мінська, на річці Вілія. За станом на 1 січня 2023 року чисельність населення становить 25 811 осіб. До 20 вересня 1944 року було адміністративним центром Вілейської області.

## Герб і прапор
Герб затверджено рішенням Вілейського районного виконавчого комітету від 12 квітня 2001 року № 40. Зареєстрований у Гербовому матрикулярі Республіки Білорусь 13 квітня 2001 року під № 57.
Прапор затверджено Указом Президента Республіки Білорусь від 18 листопада 2008 року № 625 і зареєстровано в Державному геральдичному реєстрі Республіки Білорусь 1 грудня 2010 року під № Б-177.

## Фізико-географічна характеристика

### Географічне положення
Вілейка знаходиться на північному заході Мінської області, приблизно за 90 км автошляхом і 75 км прямою лінією від столиці Білорусі — Мінська. Місто розташоване на правому березі річки Вілія. У 1974 році поряд з містом було побудовано найбільший штучний водойом у республіці — Вілейське водосховище — площею близько 64 кв. км і об'ємом 238 млн м³. Довжина водойми сягає 27 км, максимальна ширина — 3,6 км, максимальна глибина — 14 м.
Найближчий міжнародний аеропорт — Національний аеропорт Мінськ, що розташований за 120 км від Вілейки автомобільними дорогами.

### Клімат
Клімат у Вілейці помірно континентальний, із чітко вираженими сезонами. Літо комфортне, із періодичною хмарністю, зима тривала, морозна, сніжна і вітряна. Середня температура взимку становить близько -8 °C, а влітку — до 23 °C. Температура може коливатися від -18 °C взимку до 29 °C влітку, але такі показники спостерігаються рідко.
Опади випадають протягом усього року, але найбільш вологий період триває з травня по липень. Найбільше дощових днів припадає на червень — у середньому 10,6 днів із опадами. Сніг зазвичай випадає з кінця жовтня до початку квітня. Найсніжніший місяць — грудень, середня висота снігового покриву становить 148 мм.

### Топографія
Місто Вілейка розташоване на висоті 156 метрів над рівнем моря, що забезпечує порівняно рівнинний рельєф місцевості. У радіусі 3 км від Вілейки зміни висоти є помірними — від 141 до 192 метрів, а у радіусі 16 км — максимальні зміни досягають 92 метрів. Навколишні території складаються з лісових масивів, сільськогосподарських угідь і штучних поверхонь.

## Історія
Перша згадка про Вілейку відноситься до 1599 року. Вона перебувала в Речі Посполитій до другого поділу Польщі 1793 року.
З 1793 — повітове місто Вілейського повіту Мінської губернії, з 1843 — Віленської губернії.
Під час Першої світової війни у вересні 1915 року Вілейка була окупована німецькою армією, але невдовзі під час тяжкого бою була звільнена російською армією. На честь звільнення міста в 1916 році був названий новий піхотний полк російської армії  — 748-й Вілейський. У Вілейці дислокувався корпус російської 10-ї армії Західного фронту.
У 1919-1939 роках (за винятком наступу більшовиків на Варшаву) місто знову опинилося у Польщі. Перемога поляків у польсько-більшовицькій війні та Ризький договір підтвердили приналежність Вілейки до Польщі.
До Другої світової війни більше половини жителів міста (приблизно 53%) були поляками, значний відсоток також складали євреї (приблизно 38%), а білоруси становили близько 7%.
З вересня 1939 р. По червень 1941 р. Під радянською окупацією (включена до складу БРСР), з 1941 по 1944 р. Під німецькою окупацією (тоді загинула єврейська громада). З 1944 по 1945 рік під управлінням СРСР (фактична окупація Польщі). Після підписання угоди про зміну кордонів з Польщею в 1945 році місто було включено до складу СРСР, потім польське населення було переміщено до нових польських кордонів. З 1945 — центр Вілейської області БРСР.
Однак з 1991 року місто входить до складу незалежної Білорусі.

## Економіка

### Промисловість
В структурі економіки району найбільшу частку займає промисловість, де зайнято понад 2 тисячі осіб. Промислові підприємства міста працюють над підвищенням конкурентоспроможності продукції, оновленням асортименту та модернізацією виробництва.
Основні промислові підприємства Вілейки:
- ВАТ «Зеніт-БелОМО»
  - Виробництво: оптичні приціли, біноклі, металоконструкції, вузли та деталі для автомобілів, запчастини до тракторів.
  - Кількість працівників: 526 осіб.
- ВАТ «Стройдеталі»
  - Виробництво: дверні та віконні блоки, садові будинки, деревні паливні брикети.
  - Кількість працівників: 482 особи.
- Філія «Вілейська меблева фабрика» ЗАТ «Молодечномебель»
  - Виробництво: корпусні меблі, меблі для кухні та передпокою, столи, стільці, шафи, дивани, ліжка.
  - Кількість працівників: 202 особи.
- ВАТ «Вілейський ремонтний завод»
  - Виробництво: сільськогосподарські машини, запчастини, металоконструкції, фургони.
  - Кількість працівників: 83 особи.
- Філія «Вілейський хлібозавод» ВАТ «Борисовхлебпром»
  - Виробництво: хліб та хлібобулочні вироби, кондитерські вироби, хлібний квас.
  - Кількість працівників: 200 осіб.
- ВАТ «Вілейський комбікормовий завод»
  - Виробництво: комбікорми, кормові суміші, жива риба, м'ясо та субпродукти.
  - Кількість працівників: 98 осіб.
- ТОВ «Комдор»
  - Виробництво: машини та обладнання для будівництва і догляду за дорогами, снігоочисники, металоконструкції, контейнерні приміщення.
- Вілейська філія ВАТ «Молодечненський молочний комбінат» (до 2009 року — Вілейський гормолзавод)
  - Виробництво: сир, сирні вироби, вершкове масло, сметанні продукти, йогурти з лактулозою, технічний казеїн[16].

### Інвестиції
У 2023 році в економіку Вілейського району було спрямовано 162,8 млн рублів інвестицій в основний капітал, що становить 138% від рівня 2022 року. Значна частина цих коштів була використана на придбання машин, обладнання та транспортних засобів (53 млн рублів, або 32,6% від загального обсягу інвестицій), а також на будівництво об'єктів (52 млн рублів, або 32%) і реконструкцію та модернізацію (66,7 млн рублів, або 40,9%).
Обсяг будівельно-монтажних робіт у 2023 році становив 83,3 млн рублів, що на 25,4% більше порівняно з показниками 2022 року. Введено в експлуатацію 142 індивідуальні житлові будинки загальною площею 22 984 кв. метра, що становить 112,1% від плану на 2023 рік та 109,2% порівняно з 2022 роком.

#### Заплановані проєкти на 2024 рік
- ВАТ «Мінський молочний завод № 1» — виробництво сиру Камамбер з білою пліснявою на Вілейській виробничій ділянці. Планується створення 44 робочих місць. Термін реалізації: 2022–2024 роки.
- ВАТ «Зеніт-БелОМО»:
  - Організація виробництва інноваційних виробів прицільної техніки та автокомпонентів. Планується створити 15 нових робочих місць. Термін реалізації: 2022–2025 роки.
  - Імпортозаміщувальний проєкт з виробництва компонентів централізованих систем змащення великовантажних автомобілів. Планується модернізувати 15 робочих місць. Термін реалізації: 2023–2025 роки.

#### Залучення іноземних інвестицій
У 2023 році район залучив 7681,1 тис. доларів США іноземних інвестицій, з яких 478,4 тис. доларів склали прямі іноземні інвестиції на чистій основі.

## Суспільство

### Охорона здоров'я
Медичну допомогу населенню міста надає Вілейська центральна районна лікарня (ЦРЛ). Стаціонар ЦРЛ розрахований на 311 ліжок, у складі лікарні функціонують 11 відділень, серед яких офтальмологічне, травматолого-ортопедичне та онкологічне (хіміотерапевтичне) є міжрайонними. У ЦРЛ надаються послуги з терапії, кардіології, хірургії, офтальмології, травматології та ортопедії, гінекології, неврології, онкології, педіатрії та реанімації.

### Спорт
У місті функціонує оновлений стадіон, який включає стандартне футбольне поле з штучним покриттям, освітлене міні-футбольне поле, воркаут-майданчик, бігові доріжки та комплексні баскетбольні й волейбольні майданчики. Трибуни стадіону розраховані на 730 місць.
Також у місті працює Спеціалізована дитячо-юнацька спортивна школа олімпійського резерву, де проводяться тренування з акробатики, стрибків на батуті, баскетболу та плавання. У школі спортивну підготовку проходять понад 390 учнів, багато з яких досягають високих результатів у спорті.

### Освіта
У Вілейці працюють дві гімназії та п'ять середніх шкіл, що забезпечують повну загальну середню освіту для учнів. Крім того, функціонують дев'ять дитячих садків, включно з дошкільними центрами розвитку дитини, які надають освітні послуги для дошкільнят.
Також діє коледж, який забезпечує професійне навчання за різними спеціальностями. Основні напрями діяльності закладу включають підвищення якості освіти, зміцнення матеріально-технічної бази та розвиток інноваційних систем. Коледж пропонує навчання за спеціальностями, такими як «Монтаж та експлуатація електрообладнання» і «Автосервіс». Навчальний процес будується на основі загальної базової, загальної середньої та професійно-технічної освіти з можливістю поєднання вивчення загальноосвітніх дисциплін і професійної підготовки.

## Транспорт
Вілейка має розвинену транспортну інфраструктуру, що включає залізничне сполучення в напрямку Молодечно — Вілейка — Полоцьк та автомобільну дорогу Мінськ — Вілейка — Нарочь.

### Залізничне сполучення
У місті діє залізнична станція Вілейка (код 163602), розташована за адресою: вул. Привокзальна, 33. Станція здійснює наступні комерційні операції:
- Прийом і видача вантажів, що допускаються до зберігання на відкритих майданчиках станцій;
- Прийом і видача вантажів на залізничних коліях необщого користування;
- Прийом і видача вантажів, що потребують зберігання у критих складах станцій.

Станція обладнана вантажними платформами:
- Висока вантажна платформа місткістю до 10 вагонів;
- Козловий кран вантажопідйомністю 6 т із підкрановим майданчиком місткістю 6 вагонів;
- Висока вантажна платформа місткістю до 1 вагона;
- 10-й шлях для завантаження та вивантаження вантажів, місткістю до 8 вагонів[23].

### Автобусне транспортне сполучення
У Вілейці діє розвинена мережа громадського транспорту, що включає як міські автобусні маршрути, так і приміські та міжміські напрямки, які обслуговуються ОАО «Миноблавтотранс».

#### Міські автобусні маршрути
На території міста Вілейка функціонує п'ять маршрутів міських автобусів:
- Маршрут №1 — «Маков'є - Віри Хоружей»
- Маршрут №2 — «Ставки - Карвелі»
- Маршрут №3 — «Оранжерея - Волинця»
- Маршрут №3а — «Оранжерея - Волинця»
- Маршрут №3і — «Волинця - Оранжерея - Куренець»
- Маршрут №4 — «Оранжерея - Водосховище»
- Маршрут №5 — «Маков'є - Волинця»

#### Приміські автобусні маршрути
Приміське сполучення міста включає наступні маршрути:
- Вілейка — Бубни
- Вілейка — Воронічі
- Вілейка — Добровичі
- Вілейка — Долгіново
- Вілейка — Заболоття
- Вілейка — Ілля — Хотеничі
- Вілейка — Ковалі — Нарочь
- Вілейка — Кордон
- Вілейка — Кузьмичі (Будки, Талуть)
- Вілейка — Лицевичі — Борові
- Вілейка — Молодечно
- Вілейка — Молодечно через Шиловичі
- Вілейка — Осиновка
- Вілейка — Осиповичі
- Вілейка — Рацевичі
- Вілейка — Руське село
- Вілейка — Селище

#### Міжміські автобусні маршрути
Вілейка також пов'язана з Мінськом та іншими великими населеними пунктами міжміськими автобусними маршрутами:
- Вілейка — Мінськ через Ждановичі
- Вілейка — Мінськ через Іллю
- Вілейка — Мінськ через Плещениці[24]

### Автомобільні дороги
Через Вілейку проходять важливі республіканські автомагістралі:
- Р63 — Борисов — Вілейка — Ошмяни;
- Р28 — Мінськ — Молодечно — Нарочь.

Також є під'їзні шляхи до міста і до села Гатовичі.
Велорух
У Вілейці, населення якої приблизно вдвічі менше, ніж у Слонімі, велопоїздки набагато більш поширені — їх частка у загальному обсязі трудових пересувань на транспорті становить 3%.
Місто має велосипедний маршрут «А над Вілією рікою». Він починається у старовинному міському парку Вілейки, проходить вздовж заплавних рівнин Нижнього парку по велодоріжці до мосту через річку і далі пролягає через дендропарк вздовж берегів Вілії до урочища Дубовка і Солдатського озера. Потім маршрут веде через Луговий провулок на хутір Вільянин, далі через Центральну площу Вілейки повертається в міський парк. Протяжність маршруту від старту до фінішу — 5,3 км. Автомобільний трафік тут мінімальний, і маршрут проходить здебільшого через природні території вздовж берегів Вілії, через луки та ліси без руху автомобілів.

## Культура і туризм
- Вілейський краєзнавчий музей[26]
  - Виставковий зал імені Нікодима Сілівановича
- Народний театр
- Народний ансамбль гітаристів «Аделіта»

Неподалік від Вілейки знаходиться садиба Заброддя, де діє єдиний у Білорусі музей Першої світової війни, створений краєзнавцем Борисом Борисовичем Цитовичем та його сім'єю. Також тут розташований найбільший у країні музей ретро-техніки та музей сільського побуту столітньої давнини, а також експозиція, присвячена СРСР.

### Туристичні маршрути околицями
Розроблено та діють кілька туристичних маршрутів околицями Вілейки. Серед них виділяється водна експедиція «Шляхам Тышкевіча» («Шляхом Тишкевича»), яка щорічно проходить з 2007 року. Цей маршрут приурочений до 150-річчя подорожі Вілією відомого краєзнавця графа Костянтина Тишкевича і проходить від витоків Вілії до злиття з Німаном. Перша експедиція була організована за участю литовських і білоруських вчених, краєзнавців та туристів. Нині експедиція носить популяризаторський і туристичний характер та завершується на території Білорусі.
Околицями Вілейки також діють такі туристичні маршрути:
Зелені маршрути:
- «Блакітная стужка Вілейшчыны» — екологічний маршрут, який знайомить з природними пам'ятками регіону.
- «Зяленымi сцежкамi ад Iслачы да Вiлii» — міжрегіональний маршрут, що охоплює Воложинський, Молодечненський і Вілейський райони.

Велосипедні маршрути:
- «Вілейка – Заброддя – Вілейка» — довжиною 30 км, розроблений відділом освіти, спорту та туризму.
- «Вілейка – місто-смарагд» — маршрут по Вілейці довжиною 11 км, розроблений громадською організацією «ЗОВіК».

Водні маршрути:
- Байдарковий маршрут р. Нароч – р. Вілія «Стежками Арика Крупа» — з екскурсійно-історичною програмою по місцях Першої світової війни, довжиною 46 км.
- Міжрегіональний зелений маршрут «Зяленымi сцежкамi ад Iслачы да Вiлii» — охоплює території кількох районів.
- «Шляхам графа К.Тышкевіча» — водний маршрут по річці Вілія, що з'єднує Білорусь та Литву.

Пішохідні маршрути:
- Краєзнавчий маршрут «Вязынщина».
- Краєзнавчий маршрут «Старинки-Стешицы».
- Краєзнавчий маршрут «Сім чудес Чурлёнщини».
- Туристичний маршрут «Тутэйшы шпацыр. Вілейка».
- Туристичний маршрут «Па заходняй Вілейшчыне».
- Екскурсійний маршрут «Стежками війни» у «Забродді» — довжиною 3 км, знайомить з об'єктами меморіального комплексу «Лінія фронту Першої світової війни».
- Екскурсійний маршрут «Стежка пам'яті» — присвячений подіям Першої світової війни, довжиною 10 км.
- Кінні маршрути: організовуються центром верхової їзди «Двор Старинки», включаючи одноденні та багатоденні походи околицями Вілейщини.

Автомобільні маршрути:
- Маршрут «Крокi» — автопробіг Вілейка – Заброддя по місцях Першої світової війни[27].

## Відомі уродженці
- Манцевич Наста (1983) — білоруська поетеса та письменниця